# 大蔵線
大蔵線（おおくらせん）は、かつて福岡県小倉市（現・北九州市小倉北区）の小倉駅と遠賀郡黒崎町（現・北九州市八幡西区）の黒崎駅の間を結んでいた鉄道院の鉄道路線（廃線）である。

## 歴史
九州鉄道本線（現・鹿児島本線）の一部として開業した。当時、鉄道敷設に当たって海岸部に鉄道路線を敷設することは、陸軍が艦砲射撃による線路破壊を危惧して反対していた背景があったため、当時幹線道路であった長崎街道にほぼ並行する形で内陸部を通る経路を申請し、敷設した。
その後、海岸経由の路線（戸畑線）も開通した。鉄道国有法施行に基づく国有化後の1908年、戸畑線を複線化した上で本線（当時の名称は人吉線）に編入し、大蔵経由の区間は大蔵線として、本線とは別路線になった。
大蔵線となった後は蒸気動車を導入し合理化を図ったが、大蔵線に並行して九州電気軌道（のちの西鉄北九州線）が開業したため廃線となった。

### 年表
- 1891年（明治24年）4月1日 : 九州鉄道門司（現・門司港） - 黒崎間の一部として開業。
- 1898年（明治31年）9月5日 : 大蔵駅が開設。
- 1907年（明治40年）7月1日 : 九州鉄道国有化に伴い、帝国鉄道庁八代線（→現・人吉線）となる。
- 1908年（明治41年）7月1日 : 小倉 - 戸畑 - 黒崎間が人吉線に編入されたことにより、小倉 - 大蔵 - 黒崎間を大蔵線と改称。
- 1909年（明治42年）10月12日 : 国有鉄道線路名称制定により、大蔵線とする[1]。
- 1911年（明治44年）10月1日 : 廃止[2]。

## 駅一覧
全線福岡県に所在。接続路線・所在地は廃線当時のもの。
| 駅名       | 営業キロ | 営業キロ | 接続路線                     | 所在地       |
| 駅名       | 駅間     | 累計     | 接続路線                     | 所在地       |
| ---------- | -------- | -------- | ---------------------------- | ------------ |
| 小倉駅     | -        | 0.0      | 鉄道院：鹿児島本線、豊州本線 | 小倉市       |
| 板櫃聯絡所 | 2.9      | 2.9      | 鉄道院：小倉裏線             | 小倉市       |
| 大蔵駅     | 3.2      | 6.1      |                              | 八幡市       |
| 黒崎駅     | 5.4      | 11.5     | 鉄道院：鹿児島本線           | 遠賀郡黒崎町 |

## 遺構
橋梁2ヵ所（茶屋町橋梁、尾倉橋梁）が保存されており、説明板も設けられている。また大蔵駅跡は公園となり、同様に説明板が設けられている。